# Elmer Bäck
Pour les articles homonymes, voir Bäck.
Elmer Bäck, né le 18 octobre 1981, est un acteur finlandais.

## Biographie
Elmer Bäck est membre de la compagnie de théâtre expérimental finlandaise de langue suédoise Nya Rampen (fi) dont les productions grotesques ont remporté de nombreux prix dans des festivals de théâtre européens. En 2011, il joue dans le film Where Once We Walked (finnois : Missä kuljimme kerran - suédois : Där vi en gång gått). À partir de 2008, il joue dans plusieurs séries télévisées dont Lemmenleikit (2008) et The Spiral (2012).
Elmer Bäck tient le rôle-titre du film tourné au Mexique, Eisenstein in Guanajuato, réalisé par Peter Greenaway. Le film est présenté en compétition dans la section principale à la Berlinale 2015.

## Filmographie partielle

### Au cinéma
- 2007 : Deadlock (voix)
- 2010 : Pillow Talk
- 2011 : Där vi en gång gått (Where Once We Walked) : Enok Kajander
- 2015 : Eisenstein in Guanajuato :  Sergueï Eisenstein
- 2016 : The Eisenstein Handshakes : Sergueï Eisenstein (annoncé)

### À la télévision
- 2004 : Fling : Martin (série télévisée, 1 épisode)
- 2008 : Lemmenleikit : Harri Raumala (série télévisée, 4 épisodes)
- 2008 : Magnus Fredrik Skielm: en rövarhistoria om Finska kriget : Magnus Fredrik Skielm (série télévisée, 10 épisodes)
- 2010 : Avsked : Styvpappa Arne (série télévisée)
- 2011 : Där vi en gång gått (Where Once We Walked) (série télévisée)
- 2011 : En kväll på krogen : Todd (téléfilm)
- 2012 : The Spiral : Oskar Ekblom (série télévisée, 5 épisodes)